# مستشار مدرسي
يعمل المستشار المدرسي أو مستشار المدرسة (بالإنجليزية: School counselor)‏ في المدارس الابتدائية والمتوسطة وكذلك المدارس الثانوية لتوفير الكفاءات الأكاديمية والمهنية والوصول إلى الكلية من أجل القدرة على تحمل التكاليف والقبول والكفاءات الاجتماعية العاطفية لجميع الطلاب من خلال برنامج الإرشاد المدرسي.
تشمل التدخلات الأربعة الرئيسية لبرنامج الإرشاد المدرسي دروسًا في الفصول الدراسية لمنهج الإرشاد المدرسي والدروس الأكاديمية السنوية، والوصول إلى الكلية / المهنية / القدرة على تحمل التكاليف / القبول، والتخطيط الاجتماعي العاطفي لكل طالب ؛ والإرشاد الجماعي والفردي لبعض الطلاب. تعد الإرشاد المدرسي جزءًا لا يتجزأ من نظام التعليم في البلدان التي تمثل أكثر من نصف سكان العالم، وفي بلدان أخرى، تبرز كدعم حاسم للتعلم الابتدائي والمتوسط والثانوي وخيارات ما بعد المرحلة الثانوية والخيارات الاجتماعية العاطفية / الصحة العقلية.

## المداخلات والخدمات الأكاديمية والمهنية والجامعية والعاطفية الاجتماعية
تشمل المداخلات الأربعة الرئيسية في برنامج الاستشارة المدرسية دروسًا في المناهج الدراسية حول الاستشارة المدرسية، ودروسًا سنوية تشمل الحياة المهنية والجامعية وسهولة وقابلية الوصول والدفع، ومخططًا عاطفيًا اجتماعيًا يلائم كل تلميذ؛ وتقديم المشورة الجماعية والفردية لبعض التلاميذ. تشكل المشورة المدرسية جزءًا لا يتجزأ من نظام التعليم في البلدان التي تمثل أكثر من نصف سكان العالم، وتبرز في بلدان أخرى بكونها دعمًا مهمًا لعملية التعليم الابتدائية والمتوسطة والثانوية، ومنافذ تعليم ما بعد المرحلة الثانوية، والصحة الاجتماعية العاطفية/النفسية.
في الأمريكتين، وأفريقيا، وآسيا، وأوروبا، والمحيط الهادئ، تستخدم بعض البلدان التي لا توجد لديها برامج رسمية لتقديم الاستشارة المدرسية مدرسين أو أخصائيين نفسيين، مشددين على التطور الوظيفي.
وتختلف البلدان في كيفية تقديم برنامج وخدمات الاستشارة المدرسية تبعًا للوضع الاقتصادي (تمويل المدارس وبرامج الاستشارة المدرسية)، ورأس المال الاجتماعي (المدارس العامة والخاصة)، وشهادة المستشار المدرسي وحركات التأهيل في إدارات التعليم، والرابطات المهنية، والتشريعات المحلية والإقليمية، والتشريعات الوطنية. تقدم الاستشارة المدرسية في 62 بلدًا وتبدأ بالظهور حاليًا في 7 أخرى.
أظهر مشروع دولي لمراقبة الاستشارة المدرسية أن الاستشارة المدرسية إلزامية في 39 بلدًا، و32 ولاية أمريكية، وولاية أسترالية واحدة، وثلاث ولايات ألمانية وبلدين في المملكة المتحدة وثلاث مقاطعات في كندا. أكبر هيئة اعتماد لبرامج تقديم الاستشارة المدرسية في مجال التعليم المدرسي هي مجلس اعتماد برامج تقديم الاستشارة والبرامج التعليمية ذات الصلة. تعتمد برامج تعليم المستشارين الدولية من خلال فرع تابع للمجلس، يدعى السجل الدولي لبرامج تعليم المستشارين.
في بعض البلدان، يقدم الاستشارة المدرسية استشاريون أخصائيون (إسرائيل، وبوتسوانا، وتركيا، ورومانيا، وتايوان، والصين، وفنلندا، ومالطة، ونيجيريا، والولايات المتحدة على سبيل المثال). في حالات أخرى، يقدم الاستشارة المدرسية معلمو الصفوف الذي يحملون عبء هذا الواجب إلى جانب حملهم التدريسي، أو يدرسون كمية محددة من الصفوف التي تتضمن الاستشارة المدرسية (الهند واليابان والمكسيك وكوريا الجنوبية وزامبيا). تركز الرابطة الدولية للإرشاد التربوي والمهني على التطوير الوظيفي باستخدام بعض المقالات الإرشادية الدولية وعروض المؤتمرات. تقوم كل من الرابطة وطليعة المستشارين بتعزيز الاستشارة المدرسية على الصعيد الدولي.

## تاريخ، ونسب الاستشاريين المدرسيين إلى الطلاب، والتفويضات

### أرمينيا
بعد انهيار الاتحاد السوفياتي، طور علماء النفس في أرمينيا والحكومة وظيفة المستشار المدرسي في المدارس الأرمنية.

### أستراليا
رغم أن السياسة الوطنية تدعم الاستشارة المدرسية، إلا أم ولاية أسترالية واحدة فقط تلزمها. تتراوح نسبة المستشارين المدرسيين إلى الطلاب بين 1:850 في إقليم العاصمة الأسترالية و1:18000 في جزيرة تاسمانيا. يلعب الاستشاريون المدرسيون دورًا أساسيًا في نظام التعليم الأسترالي؛ إذ يقدمون الدعم للمدرسين وأولياء الأمور والتلاميذ. تشمل أدوارهم إسداء المشورة للطلاب ومساعدة أولياء الأمور على اتخاذ قرارات متبصرة بشأن تعليم أطفالهم فيما يخص قضايا التعلم والسلوك. يساعد الاستشاريون المدرسيون المدارس وأولياء الأمور في تقييم حالات العجز ويتعاونون مع جهات خارجية لتوفير أفضل دعم للمدارس والمعلمين والطلاب والآباء.

### النمسا
تلزم النمسا تقديم الاستشارة المدرسية على مستوى المدارس الثانوية.

### جزر البهاما
تلزم جزر البهاما تقديم الاستشارة المدرسية.

### بلجيكا
رغم عدم إلزامها بذلك، تقدم بعض خدمات الاستشارة المدرسية في المدارس والمراكز المجتمعية في ثلاث مناطق من البلد.

### مملكة بوتان
تلزم بوتان برنامج تقديم الاستشارة المدرسية لجميع المدارس. جميع المدارس لديها مرشدون دائمون.

### بوتسوانا
تلزم بوتسوانا تقديم الاستشارة المدرسية.

### البرازيل
لدى الاستشاريين المدرسيين في البرازيل عدد كبير من الحالات.

### كندا
بزغت جذور الاستشارة المدرسية استجابة للظروف التي خلقتها الثورة الصناعية في أوائل العقد الأول من القرن العشرين. في الأصل، كثيرًا ما كان يشار إلى الاستشارة المدرسية على أنها إرشاد مهني، إذ كان الهدف منها مساعدة الأفراد على إيجاد طريقهم في زمن اختلفت فيه طرق كسب الرزق. مع انتقال الناس إلى المدن الصناعية، كانت الاستشارة مطلوبة لمساعدة التلاميذ على التنقل في هذه المهن الجديدة. ومع وجود فجوة كبيرة بين الأغنياء والفقراء، بدأ الإرشاد المهني بوصفه سبيلًا للمساعدة في دعم الطلاب المحرومين. بعد الحرب العالمية الثانية، بدأ التوجيه المهني في التحول نحو حركة جديدة لتقديم المشورة، مما وفرًا إعانة نظرية. مع تطور دور الاستشاريين في المدارس خلال الستينيات والسبعينيات والثمانينيات، أصبح هناك مزيد من الشك بشأن ما ينطوي عليه هذا الدور. استمر هذا الارتباك إلى القرن الحادي والعشرين، حيث لا يوجد توافق واضح في الآراء بين الاستشاريين والمدرسين والإدارة والطلاب وأولياء الأمور حول ما ينبغي أن يعطي استشاريو المدارس الأولوية له.
في جميع أنحاء كندا، يتمثل الاتجاه الدارج بين برامج الاستشارة المدرسية في توفير نهج شامل ومتماسك. تتناول هذه البرامج التطور الشخصي والاجتماعي والتعليمي والمهني للطلاب. يتألف البرنامج الشامل من أربعة عناصر، تشمل دروسًا صفية تطويرية للاستشارة المدرسية، والتخطيط الفردي للطلبة، وخدمات الاستجابة، والدعم المدرسي والمجتمعي.
- تتضمن دروس الاستشارة المدرسية التطويرية عروضًا لصفوف ومجموعات صغيرة حول المهارات الحياتية القيمة، وتحظى عمومًا بالدعم من خلال المناهج الدراسية.
- يشمل التخطيط الفردي للطلبة تقييم قدرات الطلاب وتقديم الاستشارة بشأن الأهداف أمامهم وتخطيط الانتقال إلى العمل والمدرسة.
- تشمل خدمات الاستجابة إسداء المشورة للطلاب، والتشاور مع الآباء والمدرسين، والإحالة إلى وكالات خارجية.
- يشمل الدعم المدرسي والمجتمعي أمورًا من قبيل التطوير المهني، والتوعية المجتمعية وإدارة البرامج.

تتفاوت عملية اختيار المستشار المدرسي تفاوتًا شديدًا في كل مقاطعة، إذ في حين يحتاج بعضها إلى شهادة عليا في الإرشاد، يحتاج البعض الآخر إلى شهادة تدريس أو كليهما معًا. تشترط بعض المقاطعات أيضًا التسجيل في الكلية الإقليمية للمعالجين النفسيين. تسلط هذه الاختلافات الضوء على المجموعة الواسعة من الخبرات المطلوبة ضمن دور المستشار المدرسي. بصرف النظر عن المتطلبات المهنية، يتوقع من جميع المستشارين في المدارس تقديم الاستشارة للطلاب في مجال دعم الصحة العقلية، واختيار المواد الدراسية، والتعليم الخاص والتخطيط الوظيفي. تعمل الرابطة الكندية للاستشارة والعلاج النفسي، وهي الرابطة الرائدة في كندا للاستشارة والعلاج النفسي، على تحقيق الاتساق بين المقاطعات من خلال الشراكة والتعاون بين المقاطعات. تتبادل المؤتمرات التي عقدت مؤخرًا معلوماتها حول أوجه الاختلاف والتشابه داخل كل مقاطعة وكيفية إحراز تقدم يضمن وضع لوائح نظم ملائمة على الصعيد الوطني.
في مقاطعة أونتاريو، كندا، يوجد استشاريون مدرسيون في مراحل التعليم الابتدائي والإعدادي، بدرجات متفاوتة. يوجد في منطقة تورنتو الكبرى، وهي أكبر مدينة في البلد، استشاريون مدرسيون في 31% من المدارس الابتدائية، إلا أن نسبتهم في المناطق المتبقية من المقاطعة حوالي 6%. إضافة إلى ذلك، فإن المدارس الابتدائية التي تمتلك مستشارًا مدرسيًا لديهم جدول عمل بنحو 1.5 يوم في الأسبوع. هؤلاء المرشدون هم عمومًا مدرسون في الفصول الدراسية لما تبقى من الوقت. في المدارس الثانوية في أونتاريو، كندا، يبلغ متوسط نسبة الطلاب إلى الاستشاريين المدرسين 1:396. في 10% من مدارس أونتاريو، يزيد هذا المتوسط إلى 1:826. ثمة قلق لدى الحكومة من أن مستويات التوظيف هذه ليست كافية لتلبية احتياجات الطلاب. ثبت ذلك في المقالات الأخيرة التي نشرت في الأخبار والتي تبرز قصص إحباط الطلاب وهم يستعدون للتخرج دون الدعم الذي توقعوه من استشاريي المدارس. بالنظر إلى التوقعات واسعة النطاق التي أعطيت لاستشاريي المدارس، يلزم أن تتناول البحوث في المستقبل ما إذا كان يمكن الوفاء بها في إطار مهنتهم مع تزويد الطلاب بالدعم والمعلومات بفعالية في ذات الوقت.